# Red Book (standard formata zvučnog CD-a)
Red Book, standard formata zvučnog kompaktnog diska i najčešće je rabljeni standard za reprodukciju zvuka na CD-u. Zahtijeva stereo.) Standard je iz 1980. godine. Njime je definiran format kompaktnog diska. Odredio je 16-bitnu kvantizaciju s brzinom uzorkovanja od 44,1 kHz čime je obuhvaćen raspon učestalosti koje ljudsko može čuti, ugrubo procijenjen na raspon od 20 do 20.000 Hz. Usporedbe radi, zvuk s gramofona može obuhvatiti zvukove ispod 20 Hz te do pet puta više učestalosti od 20.000 Hz, ali za to mari samo audiofil koji to čuje, a prosječni slušač ne. Zbog toga je zvuk s CD-a isprve sabiven, odrezanih učestalosti (frekvencija) u uspredbi s matičnim nosačem. Zbog toga je analogni zvuk s gramofona "topliji", a s CD-a "oštriji" i "metalniji", ali zato zapis na CD-u je dinamičkog raspona veći od onog s vinila što je dosta bitno u reprodukciji zvuka. Zbog toga je već 1988. godine prestigao gramofonske ploče u prodaji.